# Mets de Guaynabo 2012-2013 (pallavolo maschile)
Questa voce raccoglie le informazioni riguardanti i Mets de Guaynabo nelle competizioni ufficiali della stagione 2012-2013.

## Organigramma societario
Area direttiva
- Presidente: Joseph Albino

Area tecnica
- Primo allenatore: Javier Gaspar

## Rosa
| N° | Nome              | Ruolo | Data di nascita  | Nazionalità sportiva |
| -- | ----------------- | ----- | ---------------- | -------------------- |
| 2  | Jorge De Jesús    | P     | 29 gennaio 1991  | Porto Rico           |
| 3  | Pablo Guzmán      | S     | 2 giugno 1987    | Porto Rico           |
| 4  | Dennis Del Valle  | L     | 27 gennaio 1989  | Porto Rico           |
| 5  | Edwin Montaño     | C     | 30 giugno 1978   | Porto Rico           |
| 6  | Ángel Pérez       | P     | 20 maggio 1982   | Porto Rico           |
| 7  | Anthony Negrón    | C     | -                | Porto Rico           |
| 8  | Jonathan King     | C     | 12 agosto 1982   | Porto Rico           |
| 11 | Steven Morales    | C/O   | 7 aprile 1992    | Porto Rico           |
| 12 | Gustavo Jirau     | C     | -                | Porto Rico           |
| 13 | Pedro Calderón    | L     | -                | Porto Rico           |
| 14 | Jorge Alifonso    | S     | 9 ottobre 1979   | Porto Rico           |
| 15 | Alberto Bravo     | S/O   | 1º dicembre 1988 | Porto Rico           |
| 16 | Jackson Rivera    | S     | 19 agosto 1987   | Porto Rico           |
| 17 | Daniele Desiderio | S     | 6 gennaio 1979   | Italia               |